# إيرين مارتينيز (لاعبة جمباز فني)
إيرين مارتينيز (بالإسبانية: Irene Martínez Mecha)‏ هي لاعبة جمباز فني إسبانية، ولدت في 20 فبراير 1966 في توريلودونيس في إسبانيا.

## وصلات خارجية
- ايرين مارتينيز على موقع أوليمبيديا (الإنجليزية)